# Utricularia heterosepala
Utricularia heterosepala — вид рослин із родини пухирникових (Lentibulariaceae).

## Середовище проживання
Цей вид є ендеміком Філіппін, де він був зафіксований на островах Палаван, Лусон і Сібуян.
Зазвичай росте на вологих каменях на мілководді в струмках і басейнах, мабуть, на ультраосновних субстратах; на висотах від 0 до 1000 метрів.

## Використання
Вид культивується невеликою кількістю ентузіастів роду. Торгівля незначна.